# 三枝のホントにホント
『三枝のホントにホント』（さんしのホントにホント）は、1981年4月14日から同年7月28日まで東京12チャンネル（現・テレビ東京）で放送されていたクイズ番組である。放送時間は毎週火曜 19:00 - 19:54 （日本標準時）。

## 概要
よく知られているようで案外知られていない事柄を4人の「ホントさん」たちがそれぞれ答えていき、その中から本当のことを言っている者を解答者チーム×4組が当てていた番組。1981年3月までNHK総合テレビで放送されていた『ゲーム ホントにホント?』をそっくり東京12チャンネルへ移植させたもの（両番組の構成作家である塚田茂が、NHK版終了通知を受けて他局に売り込んだ）である。
内容自体はNHK版に準じつつも民放向けのアレンジが加えられており、解答者チームは獲得ポイント1点につき1万円の賞金を得られる。さらにトップのチームは、4枚あるパネルの中から海外旅行を貰えるパネル1枚を引き当てるゲームにも参加できる。
収録はTBS・Hスタジオで行われた。

## 出演者

### 司会
- 桂三枝（後の6代目桂文枝）[1]
- 相原友子

### ホントさん
- 佐々木功（後のささきいさお）
- 斉藤とも子 - 松岡との隔週交替で出演。
- 松岡きっこ - 斉藤との隔週交替で出演。
- 牟田悌三
- ほか

## スタッフ
- 制作協力 - 東通
- 製作 - 東京12チャンネル、スタッフ東京